# ドミニオン天文台

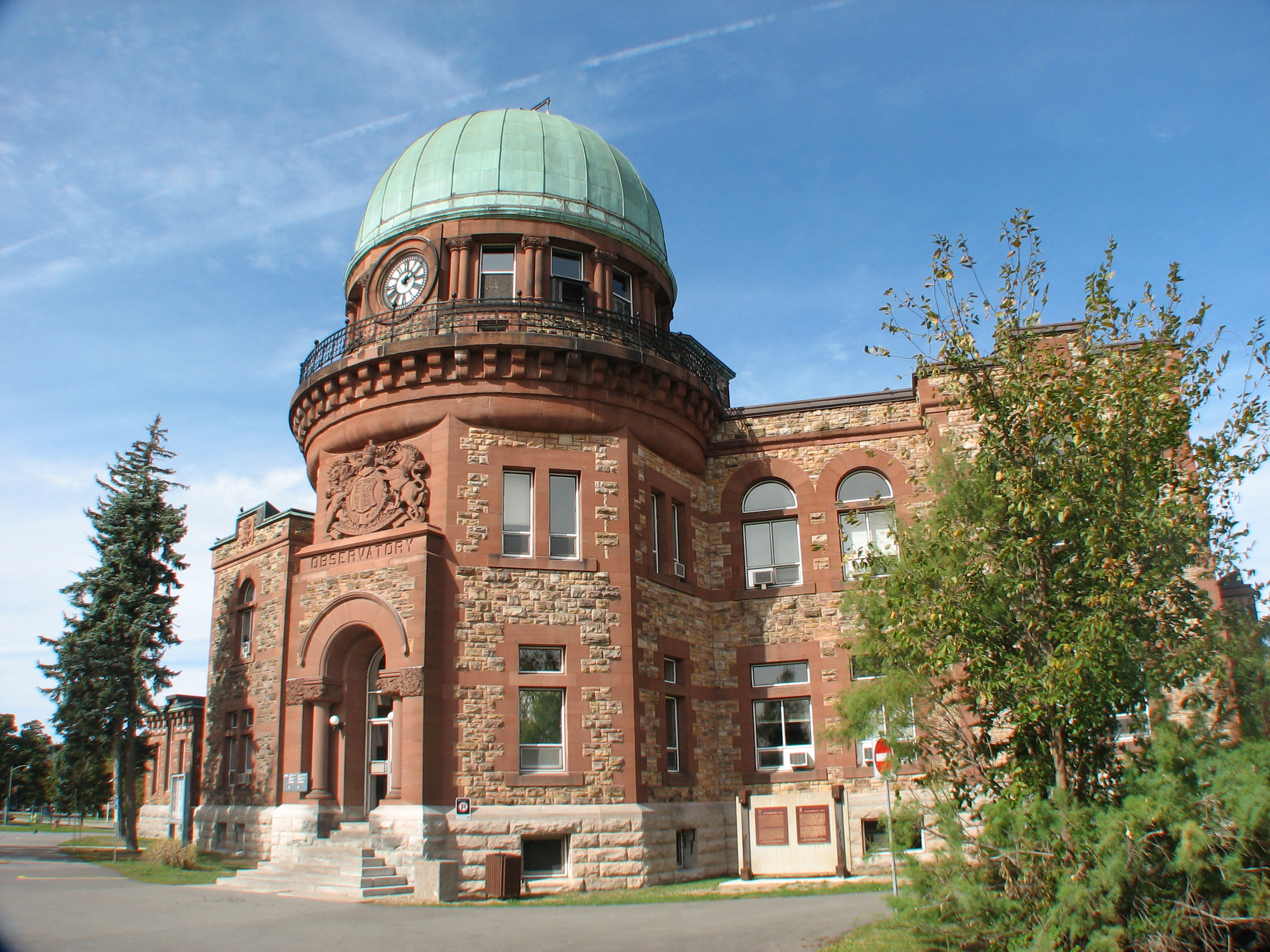
The Dominion Observatory building

ドミニオン天文台（Dominion Observatory）はカナダのオタワにあった天文台である。1902年から1970年の間、天文台として運用された。カナダ連邦政府の施設で、経度、緯度の基準および標準時の管理のために設立された。それまでオタワ川の観測所で、観測されていたのを、1902年によりイギリスのグリニッジ天文台のような本格的な国立天文台が必要であるとされ設立が決定された。
新しい天文台の場所はダウズレイク近くの農業省の中央実験農場が選ばれ、1905年に完成した。主な観測設備は15インチの反射望遠鏡で、当時、カナダでは最大の望遠鏡であった。天文台の目的は標準時の管理と、測地の基準であったが、その他の目的でも多くの観測が行われた。長い間、カナダの地震観測ネットワークの運営などカナダにおける地球物理学の研究の中心となった。天体物理学の発展に対応するため、新しい施設の必要性が高まり、1917年にはビクトリア州にドミニオン天体物理天文台が建設された。
ドミニオン天文台は1970年にカナダの研究所の組織が改編されるまで運用された。標準時の管理と天文観測はカナダ国家研究機構（National Research Council：NRC）に移され、地球科学、地質調査、地図製作業務はエネルギー、鉱山、資源省に移された。地球科学の業務はカナダ地質調査所に統合され、現在はカナダ自然資源局に属する。標準時の管理は原子時計の使用によって廃止された。ドミニオン天文台の建物はカナダ国家研究機構の本部として使用された。望遠鏡は1905年から1970年まで一般公開された。1974年に望遠鏡はカナダ科学技術博物館のヘレン・ソーヤー・ホッグ天文台に移されて現在も保存されている。2008年現在、建物は天然資源省のエネルギー消費効率化事務局の本部である。